# Campeonato Sub-20 da OFC de 2018
O Campeonato Sub-20 da OFC de 2018 foi a 14ª edição da competição organizada pela Confederação de Futebol da Oceania (OFC) para jogadores com até 20 anos de idade. O evento foi realizado no Taiti, e a Nova Zelândia tornou-se campeão e conquistou seu sétimo título na competição, ao bater o Taiti na final.

## Participantes
Fase preliminar
- Ilhas Cook (país sede)
- Samoa
- Samoa Americana
- Tonga

Fase final
- Fiji
- Nova Caledônia
- Nova Zelândia (atual campeão)
- Papua-Nova Guiné
- Ilhas Salomão
- Taiti (país sede)
- Vanuatu

## Fase preliminar
A fase preliminar teve inicio em 26 de Maio e acabou em 1 de Junho.
| Seleção         | P | J | V | E | D | GP | GC | SG |
| --------------- | - | - | - | - | - | -- | -- | -- |
| Tonga           | 7 | 3 | 2 | 1 | 0 | 6  | 1  | 5  |
| Samoa           | 7 | 3 | 2 | 1 | 0 | 5  | 1  | 4  |
| Ilhas Cook      | 3 | 3 | 1 | 0 | 2 | 2  | 5  | -3 |
| Samoa Americana | 0 | 3 | 0 | 0 | 3 | 1  | 7  | -6 |

Todas as partidas seguem o fuso horário de Ilhas Cook (UTC-10)
| 26 de Maio | Samoa Americana | 0–3       | Samoa                     | Complexo CIFA                        |
| 13h30      |                 | Relatório | 77', 81', 92' Henry Smith | Público: 100 Árbitro: Robinson Banga |

| 26 de Maio | Tonga                                     | 3–0       | Ilhas Cook | Complexo CIFA                    |
| 16h30      | Tevita Kau 17' · Mohhamad Rajani 23', 38' | Relatório |            | Público: 250 Árbitro: Cory Mills |

| 29 de Maio | Tonga                  | 2–0       | Samoa Americana | Complexo CIFA                         |
| 13h30      | Atunasia Namoa 7', 54' | Relatório |                 | Público: 25 Árbitro: David Yareboinen |

| 29 de Maio | Ilhas Cook | 0–1       | Samoa            | Complexo CIFA                       |
| 16h30      |            | Relatório | 77' Samuelu Malo | Público: 250 Árbitro: Kater Zitouni |

| 01 de Junho | Samoa           | 1–1       | Tonga                  | Complexo CIFA                    |
| 13h30       | Samuelu Malo 8' | Relatório | 66' Tuia Falepapalangi | Público: 125 Árbitro: Cory Mills |

| 29 de Maio | Ilhas Cook                               | 2–1       | Samoa Americana  | Complexo CIFA                    |
| 16h30      | Teokotai Paio 36' · Conroy Tiputoa 45+3' | Relatório | 45+5' Roy Ledoux | Público: 250 Árbitro: Ben Aukwai |

## Fase final
Na fase final Tonga se junta as sete seleções já posteriormente classificadas. Terá inicio em 5 de Agosto e terminará em 18 de Agosto.
Todos os jogos seguem horário local do Taiti (UTC-10).

### Grupo A
| Seleção          | P | J | V | E | D | GP | GC | SG  |               |
| ---------------- | - | - | - | - | - | -- | -- | --- | ------------- |
| Nova Zelândia    | 9 | 3 | 3 | 0 | 0 | 20 | 1  | 19  | Classificados |
| Taiti            | 6 | 3 | 2 | 0 | 1 | 9  | 2  | 7   | Classificados |
| Papua-Nova Guiné | 3 | 3 | 1 | 0 | 2 | 4  | 10 | -6  |               |
| Tonga            | 0 | 3 | 0 | 0 | 3 | 0  | 20 | -20 |               |

#### Resultados
Primeira Rodada
| 05 de Agosto | Tonga | 0–4       | Papua-Nova Guiné                                                 | Estádio Pater, Pirae, Taiti       |
| 15h00        |       | Relatório | 45' Jonathan Allen · 66' Barthy Kerobin · 72', 90' Abraham Allen | Público: 500 Árbitro: Joel Hopken |

| 05 de Agosto | Nova Zelândia                     | 2–1       | Taiti            | Estádio Pater, Pirae, Taiti         |
| 18h00        | Max Mata 54' · Charles Spragg 51' | Relatório | 64' Eddy Kaspard | Público: 2,000 Árbitro: George Time |

Segunda Rodada
| 08 de Agosto | Nova Zelândia | 14–0      | Tonga | Estádio Pater, Pirae, Taiti        |
| 15h00        | Robert Tipelu 15' · Dane Schnell 36', 68' · Joe Bel 38', 41', 42' · Oliver Whyte 46', 47', 89' · Charles Spragg 54', 57', 88' · Jordan Spain 56' · Boyd Curry 78' | Relatório |       | Público: 300 Árbitro: Salesh Chand |

| 08 de Agosto | Taiti                                                                            | 6–0       | Papua-Nova Guiné | Estádio Pater, Pirae, Taiti         |
| 18h00        | Terai Bremond 2', 32' · Roonui Tehau 17', 86' · Yann Vivi 45' · Eddy Kaspard 71' | Relatário |                  | Público: 1,500 Árbitro: George Time |

Terceira Rodada
| 11 de Agosto | Papua-Nova Guiné | 0–4       | Nova Zelândia                               | Estádio Pater, Pirae, Taiti       |
| 15h00        |                  | Relatório | 47', 57', 88' Max Mata · 67' Matthew Conroy | Público: 200 Árbitro: Joel Hopken |

| 11 de Agosto | Taiti                                     | 2–0       | Tonga | Estádio Pater, Pirae, Taiti          |
| 18h00        | Rainui Nordman 45' · Kavai'ei Morgant 51' | Relatório |       | Público: 500 Árbitro: Robinson Banga |

### Grupo B
| Seleção        | P | J | V | E | D | GP | GC | SG  |               |
| -------------- | - | - | - | - | - | -- | -- | --- | ------------- |
| Ilhas Salomão  | 9 | 3 | 3 | 0 | 0 | 5  | 2  | 3   | Classificados |
| Nova Caledônia | 4 | 3 | 1 | 1 | 1 | 11 | 5  | 6   | Classificados |
| Fiji           | 4 | 3 | 1 | 1 | 1 | 4  | 3  | 1   |               |
| Vanuatu        | 0 | 3 | 0 | 0 | 3 | 2  | 12 | -10 |               |

#### Resultados
Primeira Rodada
| 06 de Agosto | Nova Caledônia         | 2–3       | Ilhas Salomão                                                    | Estádio Fautaua, Pirae, Taiti        |
| 15h00        | Cyril Drawilo 23', 77' | Relatório | 41' Lino Houairia · 56' Patrick Taroga · 72' (g.c.) Lucas Bitaud | Público: 200 Árbitro: Norbert Hauata |

| 06 de Agosto | Vanuatu         | 1–3       | Fiji                                               | Estádio Fautaua, Pirae, Taiti             |
| 18h00        | Jordy Tasip 80' | Relatório | 45' Ratu Dau · 54' Tito Vodowaqa · 90' Kishan Sami | Público: 300 Árbitro: Campbell-Kirk Waugh |

Segunda Rodada
| 09 de Agosto | Ilhas Salomão     | 1–0       | Fiji | Estádio Fautaua, Pirae, Taiti          |
| 15h00        | Tuita Maeobia 89' | Relatório |      | Público: 200 Árbitro: David Yareboinen |

| 09 de Agosto | Nova Caledônia | 8–1       | Vanuatu          | Estádio Fautaua, Pirae, Taiti       |
| 18h00        | Paul Gope-Fenepej 13', 53' · Pierre Bako 23' · Nelsin Rawor 49' (g.c.) · Titouan Richard 60', 63' · Pierre Wawia 68' · Vita Longue 88' | Relatório | 84' Anthony Peli | Público: 300 Árbitro: Kader Zitouni |

Terceira Rodada
| 12 de Agosto | Ilhas Salomão      | 1–0       | Vanuatu | Estádio Fautaua, Pirae, Taiti       |
| 15h00        | Patrick Taroga 15' | Relatório |         | Público: 150 Árbitro: Kader Zitouni |

| 12 de Agosto | Fiji           | 1–1       | Nova Caledônia    | Estádio Fautaua, Pirae, Taiti      |
| 18h00        | Ratu Dau 45+2' | Relatório | 63' Cyril Drawilo | Público: 250 Árbitro: Nick Waldron |

### Semifinais
| 15 de Agosto | Nova Zelândia                      | 2–1       | Nova Caledônia      | Estádio Pater, Pirae, Taiti           |
| 15h00        | Max Mata 55' · Willirn Ebbinge 76' | Relatório | 41' (g.c.) Max Mata | Público: 1,000 Árbitro: Kader Zitouni |

| 15 de Agosto | Ilhas Salomão   | 1–3       | Taiti                                                   | Estádio Pater, Pirae, Taiti                 |
| 18h30        | Ali Mekawir 80' | Relatório | 45' Roonui Tehau · 74' Ranui Nordman · 78' Eddy Kaspard | Público: 2 000 Árbitro: Campbell-Kirk Waugh |

### Disputa de terceiro lugar
| 18 de Agosto | Nova Caledônia                                                                   | 4–1       | Ilhas Salomão      | Estádio Pater, Pirae, Taiti        |
| 15h00        | Raoul Wenisso 30' · Jean-Jacques Katrawa 71' · Vita Longue 75' · Pierre Bako 89' | Relatório | 81' Absolom Wawane | Público: 100 Árbitro: Nick Waldron |

### Final
| 18 de Agosto | Nova Zelândia        | 1–0       | Taiti | Estádio Pater, Pirae, Taiti              |
| 18h00        | Trevor Zwetsloot 50' | Relatório |       | Público: 1 500 Árbitro: David Yareboinen |

## Premiação
| Campeonato Sub-20 da OFC de 2018  |
| Nova Zelândia                     |
| --------------------------------- |
| Nova Zelândia Campeão (7° título) |

## Classificação final
| Pos | Seleção          | P  | J | V | E | D | GP | GC | SG  | Classificação                 |
| --- | ---------------- | -- | - | - | - | - | -- | -- | --- | ----------------------------- |
| 1   | Nova Zelândia    | 15 | 5 | 5 | 0 | 0 | 23 | 2  | 18  | Finalistas                    |
| 2   | Taiti            | 9  | 5 | 3 | 0 | 2 | 12 | 4  | 8   | Finalistas                    |
| 3   | Nova Caledônia   | 7  | 5 | 2 | 1 | 2 | 16 | 7  | 9   | Seminalistas                  |
| 4   | Ilhas Salomão    | 6  | 5 | 3 | 0 | 2 | 7  | 9  | -2  | Seminalistas                  |
| 5   | Tonga            | 7  | 6 | 2 | 1 | 3 | 6  | 21 | -15 | Eliminados na fase de grupos  |
| 6   | Fiji             | 4  | 3 | 1 | 1 | 1 | 4  | 3  | 1   | Eliminados na fase de grupos  |
| 8   | Papua-Nova Guiné | 3  | 3 | 1 | 0 | 2 | 4  | 10 | -6  | Eliminados na fase de grupos  |
| 7   | Vanuatu          | 0  | 3 | 0 | 0 | 3 | 2  | 12 | -10 | Eliminados na fase de grupos  |
| 9   | Samoa            | 7  | 3 | 2 | 1 | 0 | 2  | 1  | 4   | Eliminados na fase preliminar |
| 10  | Ilhas Cook       | 3  | 3 | 1 | 0 | 2 | 2  | 5  | +3  | Eliminados na fase preliminar |
| 11  | Samoa Americana  | 0  | 3 | 0 | 0 | 3 | 1  | 7  | -6  | Eliminados na fase preliminar |

## Artilharia
5 gols
- Max Mata

4 gols
- Charles Spragg

3 gols
- Cyril Drawilo
- Joe Bell
- Oliver Whyte
- Henry Smith (in qualifying)
- Eddy Kaspard
- Roonui Tehau

2 gols
- Ratu Dau
- Paul Gope-Fenepej
- Pierre Bako
- Vita Longue
- Titouan Richard
- Dane Schnell
- Abraham Allen
- Samuelu Malo (na classificatória)
- Patrick Taroga
- Terai Bremond
- Rainui Nordman
- Atunaisa Namoa (na classificatória)
- Mohammad Rajani (na classificatória)

1 gol
- Roy Ledoux (na classificatória)
- Teokotai Paio (na classificatória)
- Conroy Tiputoa (na classificatória)
- Kishan Sami
- Tito Vodowaqa
- Jean-Jacques Katrawa
- Pierre Wawia
- Raoul Wenisso
- Boyd Curry
- Matthew Conroy
- Willem Ebbinge
- Jordan Spain
- Robert Tipelu
- Trevor Zwetsloot
- Jonathan Allen
- Barthy Kerobin
- Lino Houairia
- Tuita Maeobia
- Ali Mekawir
- Ablosom Wawane
- Kavai'ei Morgant
- Yann Vivi
- Tuia Falepapalangi (na classificatória)
- Tevita Kau (na classificatória)
- Anthony Peli
- Jordy Tasip

1 gol contra
- Lucas Bitaud (para Ilhas Salomão)
- Max Mata (para Nova Caledônia)
- Nelsin Rawor (para Nova Caledônia)